# Prasonicella cavipalpis
Prasonicella cavipalpis är en spindelart som beskrevs av Manfred Grasshoff 1971. Prasonicella cavipalpis ingår i släktet Prasonicella och familjen hjulspindlar.
Artens utbredningsområde är Madagaskar. Inga underarter finns listade i Catalogue of Life.